# Maurizio Mancioli
Maurizio Mancioli (Lausanne, 9 de outubro de 1970) é um fotógrafo, artista plástico multimídia, empresário, escritor e cineasta ítalo-suíço, com obras expostas em museus e galerias no Brasil e no exterior. 
É bacharel em Administração de Empresas pela Business School Lausanne  e foi um dos fundadores da BSP-Business School São Paulo. É também o proprietário do espaço Parahaus , dedicado a eventos e exposições de Arte, onde está instalado seu Acquabox, dispositivo criado por Mancioli para mergulho em um tubo transparente, com 3 metros de altura, para terapia, relaxamento e performances. 
Seu filme In Vitro, curta-metragem de 2021, tem sido premiado em festivais internacionais de cinema.

Maurizio vive em São Paulo desde 1994. 

## Formação
Maurizio Mancioli é filho de Maria Carolina Marinotti, de Milão, e de Maurizio Mancioli, de Fabriano, na Úmbria, Itália. A família de seu pai era dona das Cartiere Miliani , de Fabriano, fabricante do papel Fabriano, usado até hoje nas artes no mundo inteiro. 
A infãncia e a juventude foram marcadas por viagens com os pais, pelo mundo todo, o que formou o olhar universalista do artista. Começou a fotografar entre os 7 e os 8 anos, com a câmera do pai. Aos 14 anos, começou a revelar fotos em casa.
No Brasil, teve aulas de pintura com Antonio Peticov, em 2002. De 2003 a 2008, foi orientado por Branca Coutinho de Oliveira, Professora Doutora da Escola de Comunicações e Artes da Universidade de São Paulo (ECA-USP). , passando a se concentrar em fotografia. Depois,  expandiu sua arte para técnicas mistas e vídeo.

## BSP-Business School São Paulo
Em 1992, enquanto cursava seu bacharelado em Administração de Empresas em Lausanne, Mancioli teve colegas brasileiros que viriam a se tornar seus sócios em um grande projeto: fundar no Brasil uma escola de negócios no padrão dos melhores MBAs do mundo. Esse foi o motor da mudança para o Brasil. Um desses colegas era Heitor Penteado de Mello Peixoto, que se tornou presidente da BSP, enquanto Maurizio era o vice-presidente.
Os estudantes desenvolveram, como trabalho de conclusão de curso, um plano para a escola de negócios ideal, dentro de sua perspectiva. O principal benchmark foi o International Institute for Management Development - IMD, de Lausanne, escola com um enfoque prático, mercadológico e internacional. 
Quando voltaram ao Brasil, em 1994, convidaram o professor Wolfgang Schoeps, coordenador dos MBA da da Fundação Getúlio Vargas, para comandar a parte acadêmica do que seria a Business School São Paulo. Um ano depois, inauguraram a escola. O primeiro curso foi o Executive MBA, lecionado em inglês.

## Parahaus
A Parahaus é um espaço múltiplo, criado por Maurizio Mancioli  em 2010, em um imóvel da Vila Madalena, comprado por Maurizio em 2003. 
Lá funcionara anteriormente uma produtora de filmes. Tem arquitetura industrial
O prédio foi reformado durante dois anos, dois andares foram acrescentados, e hoje tem 6 andares. Os espaços receberam os nome de Le Roof, espaço aberto, na parte superior; Le Room, onde está o Acquabox, um "aquário humano", invenção do artista; L'Art, reservado para exposições de Arte, e Le Bunker, no subsolo, onde fica o estúdio.

## Acquabox
O Acquabox é um cilindro de acrílico projetado por Maurizio Mancioli para permitir imersão do corpo em água aquecida com termostato, e tecnologias de tratamento de água como radiação UV e filtragem de ozônio. O ar chega para o mergulhador através de um compressor e pode-se ouvir música durante o mergulho.
Tem 120 cm de diâmetro e 300 cm de altura, com parede de acrílico.  
O Acquabox é patenteado internacionalmente com o número #MU8400398-7. 
Está no piso Le Room da Parahaus, mas réplicas foram instaladas  em locais como o Hara Spa, em São Paulo e DNA Health Clinic, em Abu Dabi., entre outros.

## Outras Obras

### Livro
- O Executivo Artista: O Impacto da Visão Artística no Mundo dos Negócios - 2014 - editora Campus-Elsevier[19] [20]

### Filme
- 1n Vitro[21]

Curta-metragem de 2021, exibido em 5 festivais internacionais e premiado em três deles. 
Sinopse: 
Em um futuro próximo, o gênero masculino foi abolido. Uma mulher descobre que sua mãe, renomada cientista, está criando um homem em seu laboratório. Enquanto tenta entender o motivo das ações da mãe, ela desenvolve uma relação com esse estranho.

## Prêmios
- 2022 - New York Movie Awards - Menção Honrosa (Honorable Mention)[24]
- 2022 - Paris Short Film Festival – Melhor Ficção Cientifica (Best Sci-fi)[25]
- 2022 - Florence Film Awards – Medalha de Prata (Silver Award)[26]
- 2008 - Prêmio Funarte Artes Visuais - Exposição Individual Simultânea[27]